# La Nuit du chat
La Nuit du chat est la seizième histoire de la série Broussaille de Frank Pé et Bom. Elle est publiée pour la première fois du no 2657 au no 2667 du journal Spirou.

## Univers

### Synopsis
Broussaille est étudiant. Il vit dans son appartement avec son chat. Alors qu'il discute avec sa logeuse sur le palier de sa porte, le chat disparaît. Broussaille se lance à sa recherche, sillonnant son quartier. Au cours de cette longue nuit, le garçon rencontre plusieurs personnes, dont un vieux monsieur qui vit dans la nostalgie d'une histoire d'amour qu'on imagine inaboutie. Il finit par retrouver son chat dans la chambre du vieux monsieur.
Cette histoire peut se lire comme le parcours initiatique qui transforme le jeune homme. Après cette nuit d'aventures, il rejoint Catherine, son amoureuse. La mère de celle-ci refuse qu'elle le fréquente, mais il décide de braver son hostilité.

### Personnages
- Broussaille, le héros, étudiant.
- Son chat.
- La logeuse.
- Le groupe d'étudiants.
- Le vieux monsieur.
- Catherine, son amoureuse.
- La mère de Catherine.

## Publication

### Revues
Publication pour la première fois du no 2657 au no 2667, journal Spirou.

### Album
- La Nuit du chat, Dupuis, Repérages, Marcinelle, octobre 1989
Scénario : Bom - Dessin : Frank - Couleurs : Topaze -  (ISBN 2-8001-1693-5)

## Prix
- 1990 : 
  - Alph'Art du public au festival d'Angoulême[2]
  - Prix regards chrétiens sur la bande dessinée
  - Prix CBD du meilleur album de l'année 1989[3]